# Postamt (Murnau am Staffelsee)

Postamt in Murnau am Staffelsee

Das Postamt in Murnau am Staffelsee, einer Gemeinde im oberbayerischen Landkreis Garmisch-Partenkirchen, wurde 1923 errichtet. Das Postamt an der Bahnhofstraße 1 ist als Baudenkmal in die Bayerische Denkmalliste eingetragen.

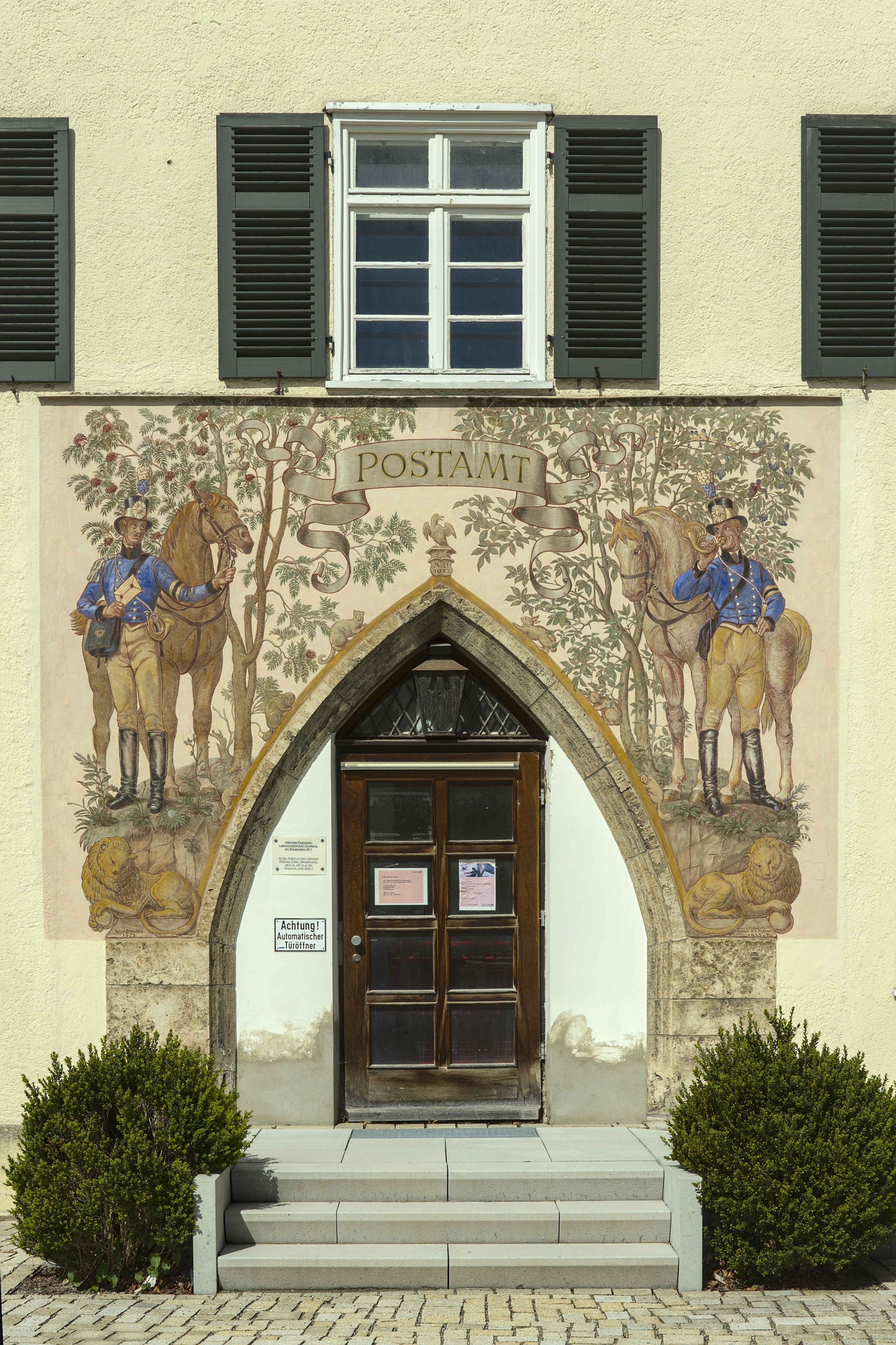
Das spitzbogige Portal mit dem Wandgemälde

Der zweigeschossige historisierende Satteldachbau mit Treppengiebeln wurde von den Münchener Architekten Franz Holzhammer, Robert Vorhoelzer und Sigmund Schreiber erbaut. Das Gebäude besitzt ein Wandgemälde um das spitzbogige Portal.